# Рачкаускас, Витаутас
Витаутас Рачкаускас (лит. Vytautas Račkauskas; род. 24 июня 1961, Новокузнецк, Кемеровская область, РСФСР, СССР) — бывший мэр литовского города Висагинаса (2007—2011 годы).

## Биография
1968—1978 учился в Электренской средней школе. В 1983 году закончил Каунасский политехнический институт имени Антанаса Снечкука, получил специальность инженера-энергетика.
В 1983—1986 годах работал в Западном управлении строительства Игналинской АЭС.
В 1986—2000 годах работал начальником цеха Теплоснабжения и подземных коммуникаций Игналинской АЭС.
С 21 апреля 2000 года по 2011 год — мэр города Висагинаса.
В 1996 г. член Союза либералов Литвы, с 2003 г. Союза либералов и центра Литвы.
В 1997—2000, 2000—2003, 2003—2007, 2007—2011 и с 2011 года — депутат муниципального совета Висагинаса.
Член Комитета регионов Европейского союза от Литвы.
Ещё учась в средней школе, интересовался гандболом, лёгкой атлетикой. В институте серьёзно занялся морским многоборьем (плавание, стрельба, бег, гребля, гонки под парусом). Был членом литовской гандбольной сборной, выиграл две бронзовые медали.

## Награды
- Медаль Памяти 13 января (8 января 2009 года)[2]

## Семья
Жена Ольга — Инженер ИАЭС. Есть двое детей: дочь Юргита (р. 1984 г.) и сын Повилас (р. 1989 г.)